# Gustaf Printzsköld
Axel Gustaf Roland Printzsköld, född 16 november 1892 i Nyköping, Södermanlands län, död 14 januari 1965 i Hovförsamlingen, Stockholms län, var en svensk militär och hovman.

## Biografi
Gustaf Printzsköld föddes 1892 i Nyköping. Han var son till landshövdingen Otto Printzsköld och Ida Ebba Henriette De Geer af Finspång. Printzsköld avlade 20 maj 1912 studentexamen och blev 15 september 1914 vid Stockholms högskola, där han avlade juris kandidatexamen 21 januari 1921. Han blev 3 juni 1923 attaché i utrikesdepartementet, 19 april 1922 i New York och 1 februari 1923 i Washington. Printzsköld tog avsked från tjänsten 1923 och blev i september 1923 extra ordinarie notarie i Svea hovrätt. Han tjänstgjorde 31 december 1924 som kammarjunkare och utnämndes 1924 till officer av Etiopiska Stjärnorden, 1927 officer av Leopold II:s orden, 16 juni 1928 Konung Gustaf V:s jubileumsminnestecken, 1928 riddare av Karl III:s orden och 1929 officer av Tre Stjärnors orden.
Printzsköld var kammarherre och blev 1941 vice ceremonimästare vid Ceremonistaten.